# کمیته ملی المپیک بورکینافاسو
کمیته ملی المپیک بورکینافاسو (فرانسوی: Comité National Olympique et des Sports Burkinabè‎) یک سازمان ورزشی است که نماینده کشور بورکینافاسو در کمیته بین‌المللی المپیک می‌باشد.
این سازمان که در سال ۱۹۶۵ تأسیس شده مسئول آماده‌سازی و اعزام ورزشکاران به بازی‌های المپیک، بازی‌های المپیک جوانان و بازی‌های آفریقایی است.